# مسیه ۶۶
مسیه ۶۶(به انگلیسی: Messier 66) (یا NGC 3627) یک کهکشان مارپیچی در صورت فلکی شیر است. این کهکشان توسط شارل مسیه در اول مارس ۱۷۸۰ کشف شد. این کهکشان به همراه دو کهکشان دیگر خوشه کهکشانی کوچک شیر سه گانه را می سازند.